# Puig de l'Olla
El Puig de l'Olla és una muntanya de 425 metres que es troba entre els municipis de Gavà, a la comarca del Baix Llobregat i de Sitges, a la comarca del Garraf.